# Ульрик Манфред II (маркграф Турина)
Ульрик Манфред II (итал. Olderico Manfredi II, Manfredo Udalrico; 975/992 — 29 октября 1033/1034) — маркграф Турина и Сузы из династии Ардуиниды.

## Биография

### Правление
Ульрик Манфред был сыном Манфреда I Туринского и Прангарды, дочери графа Каноссы Адальберто Атто. Приблизительно в 1000 году он унаследовал большую по площади марку с центром в Турине. Диплом, датированный 31 июля 1001 года, удостоверяет, что за верную службу император Оттон III подтверждает за Ульриком Манфредом все его владения и дарует ему привилегии. В этом документе он именуется «маркграф Ульрик называемый Манфред» (Odelrico marchioni qui Mainfredus nominatur).
Ульрик Манфред старался упрочить своё положение в качестве самого могущественного князя Северной Италии. Ему удалось расширить свои владения за счет Иврейской марки.
Хартии Ульрика Манфреда от 1021 и 1031 годов указывают на то, что в его власти находились Турин, Альбенга, Вентимилья, Ориате, Тортона и Верчелли.
В борьбе Ардуина Иврейского с императором Генрихом придерживался нейтралитета. В 1016 году воевал с маркграфом Тосканы Бонифацием III и смог расширить свои владения. После смерти Генриха II приглашал герцога Аквитании Гильома V занять итальянский трон.
В мае 1028 года Ульрик Манфред и его жена Берта основали монастырь Святой Марии в Караманье. В июле 1029 года они же и брат Ульрика Манфреда епископ Асти Альрик основали бенедиктинское аббатство Сен-Жюсто в Сузе.
Ульрик Манфред умер в 1033 или 1034 году и был похоронен в Туринском кафедральном соборе.

### Семья
Не позднее 1014 года Ульрик Манфред II женился на Берте Миланской, дочери Оберто II из рода Обертенги (в том году император Генрих II утвердил их совместное пожалование монастырю Фруттуария).
У них было трое дочерей:
- Аделаида Сузская
- Иммилла
- Берта